# Bela Vista
Bela Vista (en español: Bella Vista) es un municipio brasileño ubicado en el estado de Mato Grosso del Sur, que fue fundado en 1908.

## Geografía
Bela Vista está situado en el oeste del estado, a 350 kilómetros de la capital estatal Campo Grande, y a una altitud de 180 m s. n. m. , limita con los municipios de : Antonio Joao, Ponta Porá, Jardim, Caracol y con la República del Paraguay.
La población es de 23.562, según datos del IBGE, y la superficie es de 4.895 km² .

## Personalidades
Ney Matogrosso (cantor)
Marisa Serrano (senadora)